# ギャバジン (外套)

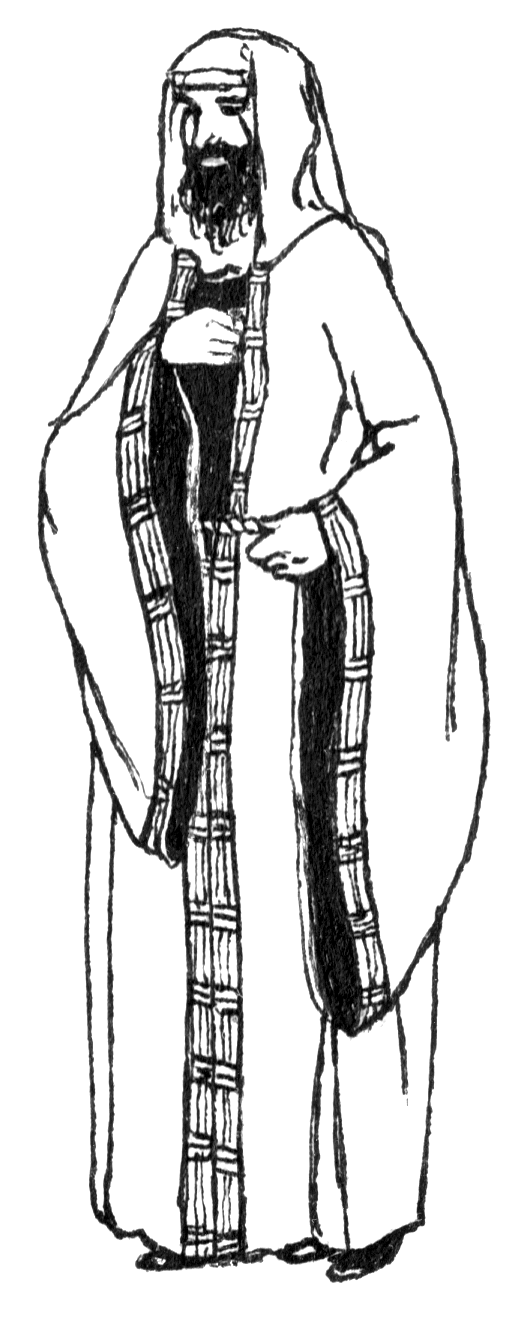
ギャバジンを着た男性

ギャバジン（英語: gaberdine、gabardine）は、中世から16世紀ころにかけてヨーロッパの男性が用いた、広い袖のついた、ゆったりとしたガウンやクロークに分類される外套。
ウィリアム・シェイクスピアの『ヴェニスの商人』のシャイロックの台詞には、彼が着ている服を指す "Jewish gaberdine"（ユダヤのギャバジン）という表現が見え、「ギャバジン」が中世のユダヤ人が着る外套としてのガウンなりマントを指す言葉として用いられている。

## 歴史と語源
15世紀から16世紀にかけて、ギャバジンは、（gabardine, gawberdyne, gabarden, gaberdin, gabberdine など）様々な綴り字で記され、ファッショナブルな外套を意味する言葉であった。しかし、1560年代になると、ギャバジンは、貧しい者が着る、織目の粗い布で作った服を指すようになっていた。1611年に刊行された『仏英辞典 (A Dictionarie of the French and English Tongues)』で、ランドル・コットグレイヴは、フランス語の gaban を「雨がちの天気のとき使うクローク；ギャバジン (a cloake of Felt for raynie weather; a Gabardine)」と説明している。1656年に刊行されたトマス・ブラウントの『グロソグラフィア (Glossographia)』は、ギャバジンを「粗い作りのアイルランド風のマント、馬丁の外套、長いキャソック (A rough Irish mantle or horseman's cloak, a long cassock)」と定義している。その後、口語としての「ギャバジン」は、労働者のスモックであれ、子どものピナフォア (ピニー)であれ、身体を保護する外套類なら何でも指すようになった。後に、トーマス・バーバリーが、1879年に開発した防水性の綾織り布を「ギャバジン (gabardine)」と名付けたのは、そのような含意を踏まえての事である。
英語の「ギャバジン (gabardine)」は、スペイン語の gabardine、古フランス語の gauvardine, galvardine, gallevardine に由来するものであり、さらに、おそらくは、旅人ないし巡礼のクロークを意味するドイツ語の表現に起源をもっているものと考えられる。